# Östergötlands runinskrifter 131

Östergötlands runinskrifter 131 är en runsten i Östergötland. Stenen, som tidigare stod på kyrkogården i Heda, fick sin nuvarande placering i kyrkväggen i mitten av 1800-talet.

## Translitterering
þurkiR : resþi : kuml : þisi : eftiR : onut : konb : faþur : sin :

## Normalisering till runsvenska
ÞorgæiRR ræisþi kumbl þausi æftiR Anund Kanp, faður sinn.

## Översättning
Torger reste detta minnesmärke efter Anund kanp (mustasch), sin fader.